# Рипамонти, Камилло
Камилло Рипамонти (итал. Camillo Ripamonti; 25 мая 1919, Горгондзола, провинция Милан, Королевство Италия — 23 апреля 1997, Милан, Италия) — итальянский государственный деятель, министр здравоохранения Италии (1968—1970).

## Биография
Получил высшее инженерное образование в Миланском техническом университете, работал по специальности. В 1946 году он стал мэром коммуны Горгондзола, занимал этот пост в течение 34 лет до 1980 г. Являлся президентом Национального института городского планирования и президентом Института экономических и социальных исследований Ломбардии. Общественные науки ILSES (Istituto lombardo di studi economici e sociali). Он также являлся временным президентом Института социальных служб семьи (Istituto servizio sociale familiare).
В 1958—1968 гг. избирался в Палату депутатов от Христианско-демократической партии, входил в состав Комитета по вопросам общественных работ.
В 1968—1983 гг. член Сената Италии от области Ломбардия. Входил в состав комитетов по общественным работам, транспорту, почтовой связи, телекоммуникациям и торговому флоту (1968—1972) и постоянного комитета Сената по гигиене и здоровью (1971—1972). Избирался председателем постоянного комитета Сената по промышленности, торговле и туризму (1972—1973), одновременно был членом постоянного комитета Сената по общественным работам и коммуникациям. С 1974 по 1983 г. — член постоянного комитета по бюджету и член Комитета по делам Европейского сообщества (1979—1983).
Неоднократно входил в состав правительства страны:
- 1968—1970 гг. — министр здравоохранения,
- 1970—1972 гг. — министр без портфеля по координации инициатив в области научных исследований и технологий,
- февраль-июнь 1972 г. — министр внешней торговли,
- 1973—1974 гг.- министр без портфеля по вопросам культурного наследия,
- март-ноябрь 1974 г. — министр туризма и зрелищных мероприятий.

## Награды и звания
- Медаль «За вклад в развитие культуры и искусства» (1980).